# Liste der Stolpersteine in Kandel
In der Liste der Stolpersteine in Kandel werden die vorhandenen Gedenksteine aufgeführt, die im Rahmen des Projektes Stolpersteine des Künstlers Gunter Demnig in Kandel bisher verlegt worden sind.

## Verlegte Stolpersteine
| Adresse                   | Name              | Inschrift | Verlegedatum  | Bild | Anmerkung                              |
| ------------------------- | ----------------- | --- | ------------- | --- | -------------------------------------- |
| Marktstraße 34 (Standort) | Maximilian Samson | Hier wohnte Maximilian Samson Jg. 1872 mehrmals verhaftet ‘Schutzhaft’ Dachau entlassen versteckt / überlebt                                                       | 11. Sep. 2012 | |                                        |
| Rheinstraße 16 (Standort) | Ida Haas          | Hier wohnte und arbeitete Ida Haas Jg. 1874 Opfer des Pogroms unfreiwillig verzogen 1938 Karlsruhe deportiert 1940 Gurs tot 7.1.1941                               | 11. Sep. 2012 | Bild gesucht Die Wikipedia wünscht sich an dieser Stelle ein Bild vom Ort mit diesen Koordinaten 49.082885 8.200201 . Motiv: Stolperstein Rheinstraße 16 Falls du dabei helfen möchtest, erklärt die Anleitung , wie das geht. BW | geboren am 14. Oktober 1874 in Kandel  |
| Rheinstraße 16 (Standort) | Oskar Haas        | Hier wohnte und arbeitete Oskar Haas Jg. 1875 mehrmals verhaftet 'Schutzhaft’ 1938 Dachau unfreiwillig verzogen 1938 Karlsruhe deportiert 1940 Gurs tot 11.12.1940 | 11. Sep. 2012 | Bild gesucht Die Wikipedia wünscht sich an dieser Stelle ein Bild vom Ort mit diesen Koordinaten 49.082885 8.200201 . Motiv: Stolperstein Rheinstraße 16 Falls du dabei helfen möchtest, erklärt die Anleitung , wie das geht. BW | geboren am 31. Dezember 1875 in Kandel |
| Rheinstraße 16 (Standort) | Bertha Haas       | Hier wohnte und arbeitete Bertha Haas geb. Vollmer Jg. 1882 Opfer des Pogroms unfreiwillig verzogen 1938 Karlsruhe deportiert 1940 Gurs Flucht 1942 USA überlebt   | 11. Sep. 2012 | Bild gesucht Die Wikipedia wünscht sich an dieser Stelle ein Bild vom Ort mit diesen Koordinaten 49.082885 8.200201 . Motiv: Stolperstein Rheinstraße 16 Falls du dabei helfen möchtest, erklärt die Anleitung , wie das geht. BW |                                        |
| Rheinstraße 16 (Standort) | Otto Julius Haas  | Hier wohnte und arbeitete Otto Julius Haas Jg. 1909 Opfer des Pogroms unfreiwillig verzogen 1938 Karlsruhe deportiert 1940 Gurs Flucht 1942 USA überlebt           | 11. Sep. 2012 | Bild gesucht Die Wikipedia wünscht sich an dieser Stelle ein Bild vom Ort mit diesen Koordinaten 49.082885 8.200201 . Motiv: Stolperstein Rheinstraße 16 Falls du dabei helfen möchtest, erklärt die Anleitung , wie das geht. BW |                                        |
| Rheinstraße 16 (Standort) | Paul Richard Haas | Hier wohnte und arbeitete Paul Richard Haas Jg. 1911 Opfer des Pogroms unfreiwillig verzogen 1938 Karlsruhe Flucht 1939 USA überlebt                               | 11. Sep. 2012 | Bild gesucht Die Wikipedia wünscht sich an dieser Stelle ein Bild vom Ort mit diesen Koordinaten 49.082885 8.200201 . Motiv: Stolperstein Rheinstraße 16 Falls du dabei helfen möchtest, erklärt die Anleitung , wie das geht. BW |                                        |